# Gare d’Issé
Gare d’Issé vasútállomás Franciaországban, Issé településen.

## Vasútvonalak
Az állomást az alábbi vasútvonalak érintik:
- Nantes-Orléans-Châteaubriant-vasútvonal

## Kapcsolódó állomások
A vasútállomáshoz az alábbi állomások vannak a legközelebb:
- Gare d’Abbaretz (Gare de Nantes, Nantes-Orléans-Châteaubriant-vasútvonal)
- Gare de Châteaubriant (Gare de Châteaubriant, Nantes-Orléans-Châteaubriant-vasútvonal)